# Carla García (Leichtathletin)
Carla García (* 9. Oktober 2001) ist eine spanische Hürdenläuferin, die sich auf die 400-Meter-Distanz spezialisiert hat.

## Sportliche Laufbahn
Erste internationale Erfahrungen sammelte Carla García im Jahr 2017, als sie bei den U18-Weltmeisterschaften in Nairobi mit 13,77 s in der ersten Runde im 100-Meter-Hürdenlauf ausschied. Anschließend siegte sie beim Europäischen Olympischen Jugendfestival (EYOF) in Győr in 60,06 s über 400 m Hürden. Im Jahr darauf belegte sie bei den U18-Europameisterschaften ebendort in 59,62 s den vierten Platz und nahm daraufhin an den Olympischen Jugendspielen in Buenos Aires teil und gewann dort die Bronzemedaille. 2019 schied sie bei den U20-Europameisterschaften in Borås mit 59,52 s im Halbfinale aus. 2021 belegte sie bei den U23-Europameisterschaften in Tallinn in 56,90 s den sechsten Platz über die Hürden und erreichte mit der spanischen 4-mal-400-Meter-Staffel in 3:33,54 min Rang sieben. Im Jahr darauf klassierte sie sich bei den Ibero-Amerikanischen Meisterschaften in La Nucia mit 57,82 s auf dem achten Platz und anschließend gelangte sie bei den Mittelmeerspielen in Oran mit 56,83 s auf Rang sechs. Im August schied sie bei den Europameisterschaften in München mit 57,03 s im Vorlauf aus und daraufhin gewann sie bei den U23-Mittelmeer-Meisterschaften in Pescara in 58,30 s die Bronzemedaille hinter der Italienerin Alice Muraro und Louise Maraval, während sie sich mit der Staffel in 3:43,21 min die Silbermedaille hinter der italienischen Mannschaft sicherte. 2023 wurde sie bei der 1. Liga der Team-Europameisterschaft, die im Zuge der Europaspiele in Chorzów stattfand, in 57,13 s den fünften Platz im B-Lauf über 400 m Hürden und anschließend belegte sie bei den U23-Europameisterschaften in Espoo in 56,94 s den siebten Platz. 2025 schied sie bei den World University Games in Bochum mit 56,77 s im Halbfinale aus.
In den Jahren 2020, 2024 und 2025 wurde García spanische Meisterin in der 4-mal-400-Meter-Staffel.

## Persönliche Bestleistungen
- 400 m Hürden: 56,22 s, 29. Juli 2023 in Torrent